# Амбіверт
Амбіве́рт у психології – особистість, що має середні показники між двома визначеннями:
1. Екстраверсія – означає спрямованість свідомості та уваги людини в основному на те, що відбувається навколо нього, на відміну від інтроверсії.
2. Інтроверсія – спрямованість свідомості людини до самого себе, заглиблення у власні проблеми й переживання. Увага  ослаблена  до навколишнього світу.

Оскільки частотний розподіл у нормальній популяції зосереджений на середній ділянці цієї шкали, то можна вважати, що до амбівертів належить більшість людей.